# Krzysztof Miętus
Krzysztof Miętus (né le 8 mars 1991 à Zakopane) est un sauteur à ski polonais.

## Palmarès

### Jeux olympiques
| Épreuve / Édition | Vancouver 2010 |
| Petit tremplin    | 36e            |
| Grand tremplin    | 36e            |

### Championnats du monde de vol à ski
| Épreuve / Édition | Vikersund 2012 |
| Individuel        | 35e            |
| Par équipes       | 7e             |

### Coupe du monde
- Meilleur classement général : 38e en 2013.
- Meilleur résultat individuel : 11e.
- 2 podiums par équipes.

### Championnats du monde junior
| Épreuve / Édition | Tarvisio 2007 | Zakopane 2008 | Hinterzarten 2010 |
| Individuel        | 27e           | 40e           | 24e               |
| Par équipes       | 6e            | Bronze        | 5e                |